# Djursjön, Västerbotten
Djursjön är en sjö i Vindelns kommun i Västerbotten och ingår i Umeälvens huvudavrinningsområde. Sjön har en area på 0,633 kvadratkilometer och ligger 241,1 meter över havet. Sjön avvattnas av vattendraget Hjuksån.

## Delavrinningsområde
Djursjön ingår i det delavrinningsområde (714988-169065) som SMHI kallar för Utloppet av Djursjön. Medelhöjden är 251 meter över havet och ytan är 2,97 kvadratkilometer. Räknas de 15 avrinningsområdena uppströms in blir den ackumulerade arean 120,73 kvadratkilometer. Hjuksån som avvattnar avrinningsområdet har biflödesordning 3, vilket innebär att vattnet flödar genom totalt 3 vattendrag innan det når havet efter 122 kilometer. Avrinningsområdet består mestadels av skog (74 procent). Avrinningsområdet har 0,65 kvadratkilometer vattenytor vilket ger det en sjöprocent på 22 procent.